# Liste der Kulturdenkmale in Nehmten
In der Liste der Kulturdenkmale in Nehmten sind alle Kulturdenkmale der schleswig-holsteinischen Gemeinde Nehmten (Kreis Plön) und ihrer Ortsteile aufgelistet (Stand: 10. März 2025).

## Legende
In den Spalten befinden sich folgende Informationen:
- Objekt-ID: die Nummer des Kulturdenkmales
- Lage: die Adresse des Kulturdenkmales und die geographischen Koordinaten. Kartenansicht, um Koordinaten zu setzen. In der Kartenansicht sind Kulturdenkmale ohne Koordinaten mit einem roten Marker dargestellt und können in der Karte gesetzt werden. Kulturdenkmale ohne Bild sind mit einem blauen Marker gekennzeichnet, Kulturdenkmale mit Bild mit einem grünen Marker.
- Offizielle Bezeichnung: Bezeichnung des Kulturdenkmales
- Beschreibung: die Beschreibung des Kulturdenkmales
- Bild: ein Bild des Kulturdenkmales

## Bauliche Anlagen
| Objekt-ID      | Lage                                              | Offizielle Bezeichnung                        | Beschreibung | Bild            |
| -------------- | ------------------------------------------------- | --------------------------------------------- | --- | --------------- |
| 21803 Wikidata | Alte Försterei 1 – 2 (54° 6′ 0″ N, 10° 23′ 36″ O) | Alte Försterei                                | Alteintragung (Aktualisierung vorgesehen) - Begründung: Alteintragung (Aktualisierung vorgesehen) - Schutzumfang: Alteintragung (Aktualisierung vorgesehen) - Denkmaltyp: Bauliche Anlage                                                                     | BW              |
| 1140 Wikidata  | Alte Meierei 1 (54° 5′ 37″ N, 10° 23′ 37″ O)      | Gut Nehmten: ehem. Meierei                    | Alteintragung (Aktualisierung vorgesehen) - Begründung: Alteintragung (Aktualisierung vorgesehen) - Schutzumfang: Alteintragung (Aktualisierung vorgesehen) - Denkmaltyp: Bauliche Anlage                                                                     | BW              |
| 333 Wikidata   | Alte Meierei 2 (54° 5′ 36″ N, 10° 23′ 37″ O)      | Gut Nehmten: ehem. Meierei-Wirtschaftsgebäude | Alteintragung (Aktualisierung vorgesehen) - Begründung: Alteintragung (Aktualisierung vorgesehen) - Schutzumfang: Alteintragung (Aktualisierung vorgesehen) - Denkmaltyp: Bauliche Anlage                                                                     | BW              |
| 1151 Wikidata  | Gutshof 1 (54° 5′ 42″ N, 10° 23′ 33″ O)           | Gut Nehmten: westl. Tor-Flankenbau            | Alteintragung (Aktualisierung vorgesehen) - Begründung: Alteintragung (Aktualisierung vorgesehen) - Schutzumfang: Alteintragung (Aktualisierung vorgesehen) - Denkmaltyp: Bauliche Anlage                                                                     | BW              |
| 1101 Wikidata  | Gutshof 3 – 5 (54° 5′ 41″ N, 10° 23′ 38″ O)       | Gut Nehmten: östl. Tor-Flankenbau             | Alteintragung (Aktualisierung vorgesehen) - Begründung: Alteintragung (Aktualisierung vorgesehen) - Schutzumfang: Alteintragung (Aktualisierung vorgesehen) - Denkmaltyp: Bauliche Anlage                                                                     | BW              |
| 5426 Wikidata  | Sande 2 – 2c (54° 5′ 46″ N, 10° 22′ 21″ O)        | ehem. Witwenhaus                              | Alteintragung (Aktualisierung vorgesehen) - Begründung: Alteintragung (Aktualisierung vorgesehen) - Schutzumfang: Alteintragung (Aktualisierung vorgesehen) - Denkmaltyp: Bauliche Anlage                                                                     | BW              |
| 23948 Wikidata | Sande 3 – 3a (54° 5′ 47″ N, 10° 22′ 21″ O)        | ehem. Krug                                    | Alteintragung (Aktualisierung vorgesehen) - Begründung: Alteintragung (Aktualisierung vorgesehen) - Schutzumfang: Alteintragung (Aktualisierung vorgesehen) - Denkmaltyp: Bauliche Anlage                                                                     | BW              |
| 23949 Wikidata | Sande 3 – 3a (54° 5′ 47″ N, 10° 22′ 20″ O)        | ehem. Gutsschmiede                            | Alteintragung (Aktualisierung vorgesehen) - Begründung: Alteintragung (Aktualisierung vorgesehen) - Schutzumfang: Alteintragung (Aktualisierung vorgesehen) - Denkmaltyp: Bauliche Anlage                                                                     | BW              |
| 6301 Wikidata  | Sande 4 (54° 5′ 44″ N, 10° 22′ 24″ O)             | Kate                                          | Alteintragung (Aktualisierung vorgesehen) - Begründung: Alteintragung (Aktualisierung vorgesehen) - Schutzumfang: Alteintragung (Aktualisierung vorgesehen) - Denkmaltyp: Bauliche Anlage                                                                     | BW              |
| 5425 Wikidata  | Sande 5 (54° 5′ 46″ N, 10° 22′ 23″ O)             | Fachwerk-Doppelkate                           | Alteintragung (Aktualisierung vorgesehen) - Begründung: Alteintragung (Aktualisierung vorgesehen) - Schutzumfang: Alteintragung (Aktualisierung vorgesehen) - Denkmaltyp: Bauliche Anlage                                                                     | BW              |
| 1099 Wikidata  | Schloss 1 – 3 (54° 5′ 48″ N, 10° 23′ 38″ O)       | Gut Nehmten: Herrenhaus                       | Alteintragung (Aktualisierung vorgesehen) - Begründung: Alteintragung (Aktualisierung vorgesehen) - Schutzumfang: Alteintragung (Aktualisierung vorgesehen) - Denkmaltyp: Bauliche Anlage                                                                     | Fotos hochladen |
| 1100 Wikidata  | Schloss 1 – 3 (54° 5′ 48″ N, 10° 23′ 35″ O)       | Gut Nehmten: Kutschhaus                       | Alteintragung (Aktualisierung vorgesehen) - Begründung: Alteintragung (Aktualisierung vorgesehen) - Schutzumfang: Alteintragung (Aktualisierung vorgesehen) - Denkmaltyp: Bauliche Anlage                                                                     | BW              |
| 1102 Wikidata  | Schloss 1 (54° 5′ 44″ N, 10° 23′ 39″ O)           | Gut Nehmten: östl. Scheune                    | Alteintragung (Aktualisierung vorgesehen) - Begründung: Alteintragung (Aktualisierung vorgesehen) - Schutzumfang: Alteintragung (Aktualisierung vorgesehen) - Denkmaltyp: Bauliche Anlage                                                                     | BW              |
| 1340 Wikidata  | Schloss 1 (54° 5′ 45″ N, 10° 23′ 33″ O)           | Gut Nehmten: ehem. Kuhhaus                    | Alteintragung (Aktualisierung vorgesehen) - Begründung: Alteintragung (Aktualisierung vorgesehen) - Schutzumfang: Alteintragung (Aktualisierung vorgesehen) - Denkmaltyp: Bauliche Anlage                                                                     | BW              |
| 5423           | Spiegelberg 2 (54° 7′ 18″ N, 10° 23′ 17″ O)       | Alte Schule                                   | Alte Schule; 1788; eingeschossiger traufständiger Fachwerkbau mit reetgedecktem Schopfwalmdach und Frontspieß, mit Nebengebäude - Begründung: geschichtlich, Kulturlandschaft prägend - Schutzumfang: Alte Schule, Nebengebäude - Denkmaltyp: Bauliche Anlage | BW              |
| 5421 Wikidata  | Weiße Kate 1 – 2 (54° 5′ 33″ N, 10° 23′ 32″ O)    | Gut Nehmten: Wohnhaus südl. des Hofes         | Alteintragung (Aktualisierung vorgesehen) - Begründung: Alteintragung (Aktualisierung vorgesehen) - Schutzumfang: Alteintragung (Aktualisierung vorgesehen) - Denkmaltyp: Bauliche Anlage                                                                     | BW              |

## Gründenkmale
| Objekt-ID      | Lage                                      | Offizielle Bezeichnung                     | Beschreibung | Bild |
| -------------- | ----------------------------------------- | ------------------------------------------ | --- | ---- |
| 21804 Wikidata | Gut Nehmten (54° 5′ 39″ N, 10° 23′ 35″ O) | Gut Nehmten: Zufahrtsallee Teil 1 (Linden) | Alteintragung (Aktualisierung vorgesehen) - Begründung: geschichtlich, Kulturlandschaft prägend - Schutzumfang: gesamtes Objekt - Denkmaltyp: Gründenkmal                                 | BW   |
| 22233 Wikidata | Gut Nehmten (54° 5′ 39″ N, 10° 23′ 36″ O) | Gut Nehmten: Zufahrtsallee Teil 2 (Linden) | Alteintragung (Aktualisierung vorgesehen) - Begründung: geschichtlich, Kulturlandschaft prägend - Schutzumfang: gesamtes Objekt - Denkmaltyp: Gründenkmal                                 | BW   |
| 22232 Wikidata | Gutshof (54° 5′ 45″ N, 10° 23′ 37″ O)     | Gut Nehmten: Hofallee (Linden)             | Alteintragung (Aktualisierung vorgesehen) - Begründung: geschichtlich, Kulturlandschaft prägend - Schutzumfang: gesamtes Objekt - Denkmaltyp: Gründenkmal                                 | BW   |
| 1339 Wikidata  | Schloss (54° 5′ 50″ N, 10° 23′ 38″ O)     | Gut Nehmten: Gutspark                      | Alteintragung (Aktualisierung vorgesehen) - Begründung: geschichtlich, wissenschaftlich, künstlerisch, Kulturlandschaft prägend - Schutzumfang: gesamtes Objekt - Denkmaltyp: Gründenkmal | BW   |

## Quelle
- Liste der Kulturdenkmale in Schleswig-Holstein – Kreis Plön (PDF)

- Karte mit allen Koordinaten:
- OSM |
- WikiMap